# ونکلیکولم
ونکلیکولم (به لاتین: Vankalaikkulam) یک منطقهٔ مسکونی در سری‌لانکا است که در استان شمالی (سری‌لانکا) واقع شده‌است.